# The Adventure Company
The Adventure Company var ett tidigare datorspelsförlag inom DreamCatcher Interactive, men såldes vidare till Nordic Games i samband moderbolaget JoWooD Entertainment gick i konkurs.
Adventure Company startade i januari 2002 som en division i varumärke DreamCatcher Interactive för att distribuera sina äventyrsspel titlar under. Den första titeln som släpptes under det nya varumärket var The Cameron Files: Secret på Loch Ness som släpptes i slutet av januari 2002.

## Publicerade spel
Obs! Denna lista är för titlar som The Adventure Company publicerade. Re-releaser av DreamCatcher Interactive spel eller Nordic Games titlar under The Adventure Company ingår ej.
| År                 | Titel                                             | Platform                          |
| ------------------ | ------------------------------------------------- | --------------------------------- |
| 24 Januari, 2002   | The Cameron Files: Secret at Loch Ness            | Microsoft Windows                 |
| 9 Maj, 2002        | The Mystery of the Nautilus                       | Microsoft Windows                 |
| 23 Juli, 2002      | Dark Fall: The Journal                            | Microsoft Windows                 |
| 23 September, 2002 | Law & Order: Dead on the Money                    | Microsoft Windows, Mac OS Classic |
| 29 Oktober, 2002   | The Cameron Files: Pharaoh's Curse                | Microsoft Windows                 |
| 19 Mars, 2003      | Riddle of the Sphinx 2: The Omega Stone           | Microsoft Windows                 |
| 17 Oktober, 2003   | Missing: Since January                            | Microsoft Windows, Mac OS         |
| 28 Februari, 2003  | Post Mortem                                       | Microsoft Windows                 |
| 23 Juli, 2003      | Dark Fall                                         | Microsoft Windows                 |
| 30 September, 2003 | Law & Order II: Double or Nothing                 | Microsoft Windows                 |
| 17 Oktober, 2003   | The Black Mirror                                  | Microsoft Windows                 |
| 28 Oktober, 2003   | Traitors Gate 2: Cypher                           | Microsoft Windows                 |
| 17 November, 2003  | Broken Sword: The Sleeping Dragon                 | Microsoft Windows, Xbox           |
| 25 November, 2003  | Mysterious Journey II                             | Microsoft Windows                 |
| 12 Mars, 2004      | Mysterious Journey II: Chameleon                  | Microsoft Windows                 |
| 29 Mars, 2004      | The Egyptian Prophecy                             | Microsoft Windows                 |
| 5 April, 2004      | Forever Worlds: Enter the Unknown                 | Microsoft Windows                 |
| 29 Juni, 2004      | Aura: Fate of the Ages                            | Microsoft Windows                 |
| 29 Juni, 2004      | Missing: Since January                            | Microsoft Windows, Mac OS         |
| 31 August, 2004    | Dark Fall: Lights Out                             | Microsoft Windows                 |
| 23 September, 2004 | Crystal Key II: The Far Realm                     | Microsoft Windows                 |
| 15 Oktober, 2004   | Atlantis Evolution                                | Microsoft Windows, Mac OS         |
| 3 December, 2004   | Return to Mysterious Island                       | Microsoft Windows, Mac OS         |
| 14 December, 2004  | Sentinel: Descendants in Time                     | Microsoft Windows                 |
| 1 Mars, 2005       | The Moment of Silence                             | Microsoft Windows                 |
| 15 April, 2005     | Still Life                                        | Microsoft Windows, Xbox           |
| 24 Juni, 2005      | Crime Stories: From the Files of Martin Mystère   | Microsoft Windows                 |
| 5 Juli, 2005       | ECHO: Secrets of the Lost Cavern                  | Microsoft Windows, Mac OS         |
| 18 August, 2005    | Voyage: Inspired by Jules Verne                   | Microsoft Windows                 |
| 31 August, 2005    | Nibiru: Age of Secrets                            | Microsoft Windows                 |
| Oktober 14, 2005   | MISSING: The 13th Victim                          | Microsoft Windows                 |
| 27 Oktober, 2005   | Agatha Christie: And Then There Were None         | Microsoft Windows, Wii            |
| 20 December, 2005  | The Mystery of the Mummy                          | Microsoft Windows, Nintendo DS    |
| 17 Mars, 2006      | Keepsake                                          | Microsoft Windows                 |
| 21 Mars, 2006      | Crime Stories                                     | Microsoft Windows                 |
| 2 August, 2006     | Safecracker: The Ultimate Puzzle Adventure        | Microsoft Windows                 |
| 16 Oktober, 2006   | Evidence: The Last Ritual                         | Microsoft Windows                 |
| 17 Oktober, 2006   | Sam & Max Season One                              | Microsoft Windows                 |
| 14 November, 2006  | Agatha Christie: Murder on the Orient Express     | Microsoft Windows                 |
| 13 Mars, 2007      | Hans Christian Andersen: The Ugly Prince Duckling | Microsoft Windows                 |
| 25 April, 2007     | The Sacred Rings                                  | Microsoft Windows                 |
| 29 Maj, 2007       | The Secrets of Atlantis: The Sacred Legacy        | Microsoft Windows                 |
| 6 Juni, 2007       | Keepsake                                          | Microsoft Windows                 |
| 3 Juli, 2007       | Dead Reefs                                        | Microsoft Windows                 |
| 7 August, 2007     | Sam & Max Save the World: Season One              | Microsoft Windows, Wii            |
| 16 Oktober, 2007   | Agatha Christie: Evil Under the Sun               | Microsoft Windows, Wii            |
| 20 November, 2007  | Next Life                                         | Microsoft Windows                 |
| 26 Maj, 2008       | Murder in the Abbey                               | Microsoft Windows                 |
| 2 Juni, 2008       | Dracula: Origin                                   | Microsoft Windows                 |
| 26 August, 2008    | Outcry                                            | Microsoft Windows                 |
| 5 Februari, 2008   | The Experiment                                    | Microsoft Windows                 |
| 30 September, 2008 | The Hardy Boys: The Hidden Theft                  | Microsoft Windows, Wii            |
| 2 December, 2008   | A Vampyre Story                                   | Microsoft Windows, Mac OS         |
| 28 Oktober, 2011   | The Book of Unwritten Tales                       | Microsoft Windows, Mac OS, Linux  |